# ایزابلا دو کوسی
ایزابلا دو کوسی (به فرانسوی: Isabella de Coucy) (۱۶ ژوئن ۱۳۳۲ میلادی - حدود آوریل ۱۳۷۹ میلادی) که با عنوان ایزابلای انگلستان نیز شناخته می‌شود، دومین فرزند و بزرگ‌ترین دختر ادوارد سوم، پادشاه انگلستان و همسر آنگران هفتم، سنیور کوسی بود.

## نامزدی‌ها و ازدواج
در قالب دیپلماسی ازدواج ادوارد سوم، ایزابلا پنج بار به نامزدی اشخاص مختلف درآمد که هیچ‌یک منجر به ازدواج نشد. وقتی ایزابلا سه ساله بود ادوارد ازدواج او با پدرو، پسر پادشاه کاستیا را پیشنهاد کرد اما مذاکرات در این باب به نتیجه‌ای نرسید. در عوض خواهر کوچک‌ترش جوآن بدین منظور جایگزین شد که او هم سال ۱۳۴۸ میلادی در مسیر کاستیا، در اثر ابتلا به طاعون در بوردو درگذشت. سپس ازدواج ایزابلا با پسر دوک برابانت مطرح شد که با توجه به وجود خویشاوندی بین آن‌ها از آن اجتناب گشت.
در ادامه، ادوارد به قصد ایجاد اتحاد با فلاندر در جریان جنگ صدساله، تلاش کرد ایزابلا را به ازدواج لوئی دوم، کنت فلاندر درآورد. با این حال، لوئی با ابراز این که «با کسی که پدرش را کشته‌است حتی اگر نیمی از تمام سرزمین انگلستان را به او بدهند، وصلت نخواهد کرد» از این مسئله سر باز زد. اشراف فلاندری با شوریدن بر حاکم خود، او را در حبس خانگی قرار دادند تا به خواسته ادوارد سر نهد. لوئی پس از چند ماه حبس ظاهراً پذیرفت چنین کند اما همچنان به شدت تحت نظر بود. ادوارد ماه مارس سال ۱۳۴۷ میلادی همراه ایزابلا از کاله به فلاندر رفت. مراسم نامزدی مجللی بین لوئی و ایزابلا برگزار و قرار عروسی برای هفته نخست آوریل گذاشته شد. با این حال لوئی یک هفته پیش از مراسم عروسی، در حین شکار به فرانسه گریخت.
دو سال بعد مسئله ازدواج ایزابلا با کارل چهارم، پادشاه بوهم که بعداً امپراتور مقدس روم شد، نیز به جایی نرسید. سال ۱۳۵۱ میلادی ادوارد اعلام کرد ایزابلای نوزده ساله با برار د البرت، پسر برنار ازی پنجم، سنیور آلبرت در گسکونی و از عوامل عمده نظامی پادشاه انگلستان در این منطقه، ازدواج خواهد نمود. خاندان آلبْرِت با وجود که این که در جایگاه حاکمیتی نبود اما یک طایفه بزرگ و قدرتمند به حساب می‌آمد و ادوارد سعی داشت در جنگ با فرانسه آن را در جانب خود داشته شد. در حالی که پنج کشتی برای رساندن او و خدم و حشم پر زرق‌وبرق او تدارک دیده شده بود، ایزابلا آخرین لحظه نظر خود را تغییر داد و از این سفر خودداری کرد. به نظر می‌رسد ادوارد نیز در عمل تمایلی به ازدواج نداشت.
ایزابلا که هم‌اینک با عواید مالی که پدرش در اختیارش گذاشته بود زندگی مستقلی داشت، به آنگران هفتم، سنیور کوسی که پس از نبرد کرسی به عنوان گروگان در انگلستان به سرمی‌برد، علاقه‌مند شد. ادوارد سال ۱۳۶۳ میلادی تمامی اراضی خانوادگی به ارث رسیده به آنگران در یورک‌شر، لانکاشر، وستمورلند و کامبرلند در انگلستان را که پیش از این مصادره شده بود، بازگرداند. آنگران ماه ژوئیه سال ۱۳۶۵ میلادی در مراسمی مجلل در کاخ وینزر با ایزابلا ازداوج کرد. درحالی که انگلستان و فرانسه در این زمان موقتاً در شرایط صلح به سر می‌بردند، هر دو طرف از این ازدواج منافع سیاسی و مادی زیادی می‌بردند. ایزابلا در این هنگام ۳۳ سال داشت و ۸ سال از آنگران بزرگ‌تر بود. در پی این وصلت آنگران توسط ادوارد سوم بدون دریافت غرامت از وضعیت گروگان بودن آزاد شد و چهار ماه بعد به همراه همسر خود به فرانسه بازگشت. ایزابلا در این هنگام باردار بود و ماه آوریل سال بعد دختری برای آنگران به دنیا آورد که ماری نام گرفت. زوج به همراه نوزاد ماه بعد مجدداً به انگلستان رفتند. ادوارد به دنبال تقویت هر چه بیشتر رابطه، مقام ارل بدفورد را به آنگران اعطا کرد. بدین شکل ایزابلا کونتس بدفورد شد. ماه آوریل سال ۱۳۶۷ میلادی ایزابلا دختر دیگری به دنیا آورد که همانند مادربزرگ مادری‌اش، فیلیپا نامیده گشت. ماه ژوئیه همان سال این زوج به فرانسه مراجعت کردند.

## کتابشناسی
- Tuchman, Barbara (1978). A distant mirror: The calamitous 14th century. New York: ballantine books. ISBN 978-0-307-79369-0.